# Jennifer Government: NationStates
Jennifer Government: NationStates  este un joc online, în care utilizatorul conduce o națiune.  Jocul a fost creat de Max Barry în 2002, și este bazat vag pe romanul său Jennifer Government.
La începutul jocului, utilizatorul trebuie să creeze națiunea sa, alegând lucruri precum numele, steagul și moneda.  Națiunea începe cu cinci milioane de locuitori, însă numărul crește treptat. Pe parcursul jocului utilizatorul este confruntat cu un număr de probleme care trebuie rezolvate, și alegerile pe care utilizatorul le face dictează felul cum națiunea se dezvoltă. Nu există vreun răspuns corect sau greșit, având în vedere că fiecare alternativă prezentată are aspecte pozitive și negative.

## Statistică
În septembrie, 2006 au existat peste 100.000 de națiuni active pe situl oficial al jocului și 1.600.000 de națiuni au fost create în total (majoritatea au fost șterse din cauza lipsei de activitate).